# Asiatische Zweifarbfledermaus
Die Asiatische Zweifarbfledermaus (Vespertilio sinensis) ist ein Fledertier in der Familie der Glattnasen. Bis 1997 war der wissenschaftliche Name Vespertilio superans für diese Art gebräuchlich, doch dieser ist ein Juniorsynonym von V. sinensis.

## Merkmale
Das von Peters als Holotyp verwendete Exemplar hatte eine Kopf-Rumpf-Länge von 70 mm, eine Schwanzlänge von 45 mm, 49 mm lange Unterarme, 19 mm lange Ohren sowie 11 mm lange Hinterfüße. Bei einem 1997 vermessenen Tier betrug die Kopf-Rumpf-Länge 65 mm, die Schwanzlänge 44,5 mm und die Länge der Unterarme 50,6 mm. Die Ohren sind wie bei der Europäischen Zweifarbfledermaus annähernd viereckig. Kennzeichnend sind eine dünnere Ohrmuschel sowie eine abweichende Form verschiedener Auswüchse an der Ohrmuschel. Das kurze Fell der Oberseite wird aus Haaren mit einem dunkelbraunen Abschnitt und einer hellen Spitze gebildet. Die Unterseite ist mit hellerem bräunlichem Fell bedeckt und die Flughäute sind nackt. Vom Schwanz liegt nur die knorpelige Spitze außerhalb der Schwanzflughaut.

## Verbreitung und Lebensweise
Die Art kommt mit mehreren voneinander getrennten Populationen im östlichen Asien vor. Sie erreicht im Norden den Osten der Mongolei und das südliche Sibirien, im Süden den Osten Chinas und Taiwan sowie im Osten die Koreanische Halbinsel und Japan. Die Asiatische Zweifarbfledermaus hält sich in Steppen, in Gebirgen, in der Nähe von Siedlungen sowie in Halbwüsten und Wüsten auf.
Kleinere Gruppen oder größere Kolonien ruhen in Höhlen, Felsspalten, Baumhöhlen oder Gebäuden. Die Fledermäuse beginnen ihre Jagd nach Insekten während der Dämmerung. Sie besuchen dabei meist offene Bereiche in der Nähe von Wasserstellen oder in Sümpfen. Die Jagd erfolgt allgemein hoch über dem Grund.

## Status
Im Umfeld von Dörfern und Städten wird die Art gelegentlich als störend betrachtet und bekämpft. Dies stellt jedoch keine Bedrohung für den Gesamtbestand dar. Die IUCN listet die Asiatische Zweifarbfledermaus als nicht gefährdet (Least Concern).

## Belege
1. ↑  Don E. Wilson, DeeAnn M. Reeder (Hrsg.): Mammal Species of the World. A taxonomic and geographic Reference. 3. Auflage. 2 Bände. Johns Hopkins University Press, Baltimore MD 2005, ISBN 0-8018-8221-4 (englisch, Vespertilio sinensis).
2. 1 2 3 4  Vespertilio sinensis in der Roten Liste gefährdeter Arten der IUCN 2016. Eingestellt von: Stubbe, M., Samiya, R., Ariunbold, J., Buuveibaatar, V., Dorjderem, S., Monkhzul, Ts., Otgonbaatar, M. & Tsogbadrakh, M., 2008. Abgerufen am 12. Juni 2017.
3. ↑  Ivan Horácek: Status of Vesperus sinensis. (pdf) Charles University Praha, 1997, S. 59–72, abgerufen am 12. Juni 2017 (englisch).